# Francesca Mazzoleni
Francesca Mazzoleni (Catania, 12 ottobre 1989) è una regista e sceneggiatrice italiana..

## Biografia
Durante gli anni di studi ha diretto svariati cortometraggi e documentari, come Il Premio e 1989 con Birol Ünel.
Nel 2014 cura la co-regia del documentario Sbarre, girato nel carcere di Sollicciano. Nel 2020 realizza il film documentario Punta Sacra, film vincitore come miglior film internazionale al festival “Visions du Reél” nel 2020, candidato ai David di Donatello 2021 come miglior documentario, vincitore del premio Valentina Pedicini ai Nastri d’Argento, vincitore migliore opera prima e seconda al premio Ennio Flaiano e selezionato in più di 70 festival in tutto il mondo. Dal 2022 al 2024 collabora al festival Punta Sacra Film Fest all'Idroscalo di Ostia organizzato da Alice Nella Città (Fabia Bettina e Gianluca Giannelli).
Nel 2014 firma la regia del videoclip The Empty Boat dei musicisti Teho Teardo e Blixa Bargeld.
Nel 2018 esordisce al cinema con il lungometraggio coming of age Succede, prodotto da Indigo Film e Warner Bros. Italia.
Nel 2021 gira l'episodio 5 della serie Sky Romulus II e nel 2022 l'episodio 2 e 5 della serie Netflix Supsersex, liberamente ispirata alla vita di Rocco Siffredi, con Alessandro Borghi, Jasmine Trinca e Adriano Giannini, proiettata in anteprima mondiale al Festival di Berlino 2024.

## Filmografia

### Cinema
- Dobbiamo rubare la ricotta - cortometraggio (2011)
- Il premio - cortometraggio (2014)
- Sbarre - documentario (2014)
- Succede (2014)
- Lo so che mi senti - cortometraggio (2015)
- Nowhere - cortometraggio (2015)
- 1989 - cortometraggio (2015)
- L'etoile de mer - cortometraggio (2015)
- Punta Sacra - documentario (2020)

### Televisione
- Romulus - serie TV (2021)
- Supersex - serie TV (2022)

### Videoclip
- The Empty Boat (2014)

## Riconoscimenti
- 2020 - Premio al Miglior Film Internazionale al Festival Visions du Reél per Punta Sacra.
- 2021 - Candidatura come Miglior Documentario ai David di Donatello per Punta Sacra.
- 2021 - Premio Valentina Pedicini ai Nastri D'Argento per Punta Sacra.
- 2021 - Premio Ennio Flaiano per Miglior Opera Prima per Punta Sacra.